# Rhizoplacopsis
Rhizoplacopsis är ett släkte av lavar. Rhizoplacopsis ingår i familjen Rhizoplacopsidaceae, ordningen Umbilicariales, klassen Lecanoromycetes, divisionen sporsäcksvampar och riket svampar.
| Rhizoplacopsis | \| \| Rhizoplacopsis weichingii \| \| \| \| |
|                | \| \| Rhizoplacopsis weichingii \| \| \| \| |
|                | Rhizoplacopsis weichingii                   |
|                |                                             |

|  | Rhizoplacopsis weichingii |
|  |                           |